# Sacro Cuore di Gesù agonizzante a Vitinia (titolo cardinalizio)
Sacro Cuore di Gesù agonizzante a Vitinia (in latino Titulus Sacratissimi Cordis Iesu in agoniam facti) è un titolo cardinalizio istituito da papa Paolo VI nel 1969. Il titolo insiste sulla chiesa del Sacro Cuore di Gesù agonizzante.
Dal 7 dicembre 2024 il titolare è il cardinale Jean-Paul Vesco, O.P., arcivescovo metropolita di Algeri.

## Titolari
- Julio Rosales y Ras (30 aprile 1969 - 2 giugno 1983 deceduto)
- Mario Luigi Ciappi, O.P. (22 giugno 1987 - 23 aprile 1996 deceduto)
- Telesphore Placidus Toppo (21 ottobre 2003 - 4 ottobre 2023 deceduto)
- Jean-Paul Vesco, O.P., dal 7 dicembre 2024